# 3C 61.1
3سي 249.1 هيَ مجرة زايفرت تتواجد في كوكبة الملتهب.